# Közgazdasági Nobel-emlékdíj
A közgazdasági Nobel-emlékdíjat a Svéd Nemzeti Bank (Sveriges Riksbank) alapította fennállásának 300. évfordulója alkalmából, 1968-ban. Célja a közgazdasági tudományok terén elért eredmények elismerése volt, és mindezt a Nobel-díjak kiegészítéseként kívánták elérni. A Nobel Alapítvány végül támogatta ezt a kezdeményezést, bár a döntés jogosságát sokan vitatják.
A díjat első ízben 1969-ben ítélték oda.
A díj hivatalos neve: Sveriges Riksbanks pris i ekonomisk vetenskap till Alfred Nobels minne (a Svéd Nemzeti Bank Közgazdaságtudományi Díja Alfred Nobel emlékére), de röviden közgazdasági Nobel-emlékdíjnak szokás nevezni.
A díjat a Svéd Tudományos Akadémia ítéli oda, összege 10 000 000 svéd korona, ami körülbelül 1 000 000 eurónak felel meg.

## Díjazottak listája

### 1969–1979
| Év   | Személy                                                               | |
| ---- | --------------------------------------------------------------------- | --- |
| 1969 | Ragnar Frisch (Norvégia) Jan Tinbergen (Hollandia)                    | a gazdasági folyamatok elemzését segítő dinamikus modellek kifejlesztéséért és alkalmazásáért                                                                             |
| 1970 | Paul Samuelson (USA)                                                  | tudományos munkájáért, amellyel egy statikus és dinamikus közgazdasági elméletet fejlesztett ki és aktívan hozzájárult a közgazdasági elemzés színvonalának emelkedéséhez |
| 1971 | Simon Kuznets (USA)                                                   | a gazdasági növekedés empirikusan megalapozott értelmezéséért, amely a gazdasági–társadalmi struktúrák és a növekedési folyamat új és mélyebb megértéséhez vezetett       |
| 1972 | John Hicks (Nagy-Britannia) Kenneth Arrow (USA)                       | a gazdasági egyensúly általános elméletével és a jólét elméletével kapcsolatos úttörő munkájukért                                                                         |
| 1973 | Wassily Leontief (USA)                                                | az input–output módszer kidolgozásáért és alkalmazásáért fontos gazdasági problémák vonatkozásában                                                                        |
| 1974 | Gunnar Myrdal (Svédország) Friedrich August von Hayek (Ausztria)      | a pénz- és konjunktúraelmélet területén kifejtett úttörő tevékenységükért és a gazdasági, társadalmi és intézményi jelenségek összefüggéseinek mélyreható elemzéséért     |
| 1975 | Leonyid Vitaljevics Kantorovics (Szovjetunió) Tjalling Koopmans (USA) | az optimális erőforrás-felhasználás elméletéhez való hozzájárulásukért |
| 1976 | Milton Friedman (USA)                                                 | a fogyasztáselemzéshez, a pénztörténethez és -elmélethez való hozzájárulásáért, valamint a stabilizációs politika összetettségének bemutatásáért                          |
| 1977 | Bertil Gotthard Ohlin (Svédország) James Meade (Nagy-Britannia)       | a nemzetközi kereskedelem és a nemzetközi tényezőmozgások elméletének területén végzett úttörő munkájukért                                                                |
| 1978 | Herbert Simon (USA)                                                   | a gazdasági szervezetekben zajló döntési folyamatok úttörő jellegű kutatásáért                                                                                            |
| 1979 | Theodore Schultz (USA) William Arthur Lewis (Nagy-Britannia)          | a gazdasági fejlődés kutatásával kapcsolatos úttörő tevékenységükért, különös tekintettel a fejlődő országok problémáira                                                  |

### 1980–1989
| Év   | Személy                        | |
| ---- | ------------------------------ | --- |
| 1980 | Lawrence Klein (USA)           | ökonometriai modellek megalkotásáért és ezeknek a gazdasági ingadozások és a gazdaságpolitika elemzésében való felhasználásáért                                     |
| 1981 | James Tobin (USA)              | a pénzpiacokra, valamint ezen piacoknak a kiadási döntésekkel, a foglalkoztatással, a termeléssel és az árakkal kapcsolatos viszonyára irányuló elemzéséért         |
| 1982 | George Stigler (USA)           | a piacok működésével és szerkezetével, továbbá az állami szabályozás okaival és hatásaival kapcsolatos úttörő tanulmányaiért                                        |
| 1983 | Gerard Debreu (USA)            | új elemzési módszereknek a közgazdasági elméletbe való bevezetéséért és az általános egyensúlyelmélet precíz újrafogalmazásáért                                     |
| 1984 | Richard Stone (Nagy-Britannia) | a nemzetgazdasági elszámolási rendszerek kifejlesztéséhez való jelentős hozzájárulásáért, amellyel az empirikus gazdaságelemzés alapjait nagymértékben fejlesztette |
| 1985 | Franco Modigliani (USA)        | a pénzpiacok és a megtakarítási magatartás úttörő elemzéséért |
| 1986 | James M. Buchanan (USA)        | a gazdasági és politikai döntéshozatal szerződéselméleti és alkotmányos alapjainak kifejlesztéséért                                                                 |
| 1987 | Robert Solow (USA)             | a gazdasági növekedéselmélethez való hozzájárulásáért |
| 1988 | Maurice Allais (Franciaország) | a piacok elméletéhez és az erőforrások hatékony felhasználásának elméletéhez való úttörő hozzájárulásáért                                                           |
| 1989 | Trygve Haavelmo (Norvégia)     | az ökonometria valószínűségelméleti alapjainak tisztázásáért és a szimultán gazdasági struktúrák elemzéséért                                                        |

### 1990–1999
| Év   | Személy                                                                                | |
| ---- | -------------------------------------------------------------------------------------- | --- |
| 1990 | Harry Markowitz (USA)                                                                  | a portfoliókiválasztás elméletének kifejlesztéséért |
| 1990 | Merton Miller (USA)                                                                    | a vállalati pénzügyek elméletéhez való alapvető tudományos hozzájárulásáért |
| 1990 | William F. Sharpe (USA)                                                                | az ármeghatározódás tudományos elméletéhez való alapvető hozzájárulásáért pénzügyi kérdésekben                                                                                       |
| 1991 | Ronald Coase (Nagy-Britannia)                                                          | a tranzakciós költségeknek és a tulajdonjogoknak az intézményi rendszerrel, valamint a gazdaság működésével kapcsolatos szerepének felfedezéséért és tisztázásáért                   |
| 1992 | Gary Becker (USA)                                                                      | a mikroökonómiai elemzésnek az emberi viselkedés és együttműködés, többek között a nempiaci magatartás széles területeire való kiterjesztéséért                                      |
| 1993 | Robert Fogel Douglass North (USA)                                                      | a gazdaságtörténeti kutatás gazdaságelméleti és kvantitatív eszközök alkalmazásával történő megújításáért, a gazdasági és intézményes változások magyarázatának céljából             |
| 1994 | Reinhard Selten (Németország) John Forbes Nash (USA) Harsányi János (USA/Magyarország) | a nemkooperatív játékelmélet egyensúlyainak úttörő elemzéséért |
| 1995 | Robert Lucas, Jr. (USA)                                                                | a racionális várakozások hipotézisének kifejlesztéséért és alkalmazásáért, amellyel megváltoztatta a mikroökonómiai elemzést és lehetővé tette a gazdaságpolitika mélyebb megértését |
| 1996 | James Mirrlees (Nagy-Britannia) William Vickrey (USA)                                  | az aszimmetrikus információ melletti ösztönzők gazdasági elméletéhez való alapvető hozzájárulásukért                                                                                 |
| 1997 | Robert C. Merton (USA) Myron Scholes (USA)                                             | a derivatívák értékeinek meghatározására szolgáló új módszerükért |
| 1998 | Amartya Sen (India)                                                                    | a jóléti közgazdaságtanhoz való hozzájárulásáért |
| 1999 | Robert Mundell (Kanada)                                                                | a különböző árfolyamrendszerek melletti monetáris és fiskális politika, valamint az optimális valutáris övezetek elemzéséért                                                         |

### 2000–2009
| Év   | Személy                                                              | |
| ---- | -------------------------------------------------------------------- | --- |
| 2000 | James Heckman (USA)                                                  | a szelektív minták elemzése elméletének és módszereinek kidolgozásáért                                                                                           |
| 2000 | Daniel McFadden (USA)                                                | a diszkrét választás elemzése elméletének és módszereinek kidolgozásáért                                                                                         |
| 2001 | George Akerlof (USA) Michael Spence (USA) Joseph Stiglitz (USA)      | a piacok elemzéséért aszimmetrikus információ mellett |
| 2002 | Daniel Kahneman (Izrael/USA)                                         | pszichológiai kutatási szempontoknak a gazdaságtudományba való bevezetéséért, különös tekintettel a bizonytalanság melletti emberi ítéletekre és döntéshozatalra |
| 2002 | Vernon L. Smith (USA)                                                | laboratóriumi kísérleteknek az empirikus gazdasági elemzés eszközeként való alkalmazásáért, különösen a különleges piaci mechanizmusok tanulmányozásában         |
| 2003 | Robert F. Engle (USA)                                                | az időben változó volatilitású (ARCH) gazdasági idősorok elemzésének módszereiért                                                                                |
| 2003 | Clive Granger (Nagy-Britannia)                                       | az együtt haladó trendű gazdasági idősorok elemzésének módszereiért                                                                                              |
| 2004 | Finn E. Kydland (Norvégia) Edward C. Prescott (USA)                  | a dinamikus makroökonómiához való hozzájárulásukért, a gazdaságpolitika időbeli konzisztenciájának és a konjunktúraciklusok vezérlő mechanizmusának területén    |
| 2005 | Robert Aumann (Izrael/USA) Thomas Schelling (USA)                    | a konfliktus és kooperáció jobb megértéséért a játékelméleti elemzésben                                                                                          |
| 2006 | Edmund Phelps (USA)                                                  | az intertemporális helyettesítések makrogazdasági elemzéséért |
| 2007 | Leonid Hurwicz, (Oroszország) Eric Maskin, (USA) Roger Myerson (USA) | lefektették a mechanizmustervezés elméletének alapjait |
| 2008 | Paul Krugman (USA)                                                   | a nemzetközi kereskedelem mozgásainak és a gazdasági aktivitás területi összefüggéseinek elemzéséért                                                             |
| 2009 | Elinor Ostrom (USA) Oliver Williamson (USA)                          | a gazdasági irányításban kifejtett elemzéseikért |

### 2010–2019
| Év   | Személy                                                                              | |
| ---- | ------------------------------------------------------------------------------------ | --- |
| 2010 | Peter Diamond (USA), Dale Mortensen (USA) és Christopher Pissarides (Nagy-Britannia) | „a munkaerőpiacok hatékonyságával kapcsolatos, a munkakeresés költségeire vonatkozó piaci elemzéseikért”                        |
| 2011 | Thomas J. Sargent (USA) Christopher A. Sims (USA)                                    | „a gazdasági folyamatokban az okok és hatások különválasztásáról szóló elméleteikért”                                           |
| 2012 | Alvin E. Roth (USA) Lloyd Shapley (USA)                                              | „a stabil elosztás elméletéről és a piactervezés gyakorlatáról szóló munkásságukért”                                            |
| 2013 | Eugene Fama (USA) Lars Peter Hansen (USA) Robert J. Shiller (USA)                    | „az eszközárak empirikus vizsgálatában elért eredményeikért”                                                                    |
| 2014 | Jean Tirole (Franciaország)                                                          | „a piaci erőről és piaci szabályozásokról szóló elemzéseiért”                                                                   |
| 2015 | Angus Deaton (Nagy-Britannia)                                                        | „a fogyasztásról, jólétről és szegénységről szóló kutatásaiért”                                                                 |
| 2016 | Oliver Hart (Nagy-Britannia/USA) Bengt R. Holmström (Finnország)                     | „szerződéselmélet területén folytatott kutatásaikért”                                                                           |
| 2017 | Richard H. Thaler (USA)                                                              | „a viselkedési közgazdaságtanhoz való hozzájárulásáért”                                                                         |
| 2018 | William Nordhaus (USA) Paul Romer (USA)                                              | „a klímaváltozás globális gazdasági hatásait vizsgáló munkájáért illetve az endogén növekedéselmélettel kapcsolatos munkájáért” |
| 2019 | Abhijit Banerjee (USA) Esther Duflo (Franciaország) Michael Kremer (USA)             | „a globális szegénység enyhítésére irányuló kísérleti megközelítésért”                                                          |

### 2020–2029
| Év   | Személy                                                                   | |
| ---- | ------------------------------------------------------------------------- | -------------------------------------------------------------------------------------------------- |
| 2020 | Paul Milgrom (USA) Robert B. Wilson (USA)                                 | „Az árverések elméleteiért”                                                                        |
| 2021 | David Card (USA/Kanada)                                                   | "a munka közgazdaságtanához való, empirikus adatok elemzésén nyugvó hozzájárulásáért”              |
| 2021 | Joshua Angrist (USA/Izrael) Guido Imbens (USA/Hollandia)                  | „az ok-okozati kapcsolatok elemzéséhez való módszertani hozzájárulásukért"                         |
| 2022 | Ben Bernanke (USA) Douglas Diamond (USA) Philip Dybvig (USA)              | „a bankok szerepének és pénzügyi krízishelyzetek kutatásáért”                                      |
| 2023 | Claudia Goldin (USA)                                                      | „a nemek közötti jövedelmi egyenlőtlenség okainak és a nők munkaerő-piaci helyzetének kutatásáért” |
| 2024 | Daron Acemoglu (Törökország/USA) Simon Johnson (USA) James Robinson (USA) | „az intézmények kialakulásának és a jólétre gyakorolt hatásának tanulmányozásáért”                 |

## Díjazottak listája országonként
| Ország                    | Díjazottak |
| ------------------------- | ---------- |
| Amerikai Egyesült Államok | 71         |
| Egyesült Királyság        | 13         |
| Franciaország             | 4          |
| Kanada                    | 4          |
| Hollandia                 | 3          |
| Izrael                    | 3          |
| Norvégia                  | 3          |
| India                     | 2          |
| Svédország                | 2          |
| Szovjetunió               | 2          |
| Ausztria                  | 1          |
| Ciprus                    | 1          |
| Finnország                | 1          |
| Lengyelország             | 1          |
| Magyarország              | 1          |
| Németország               | 1          |
| Olaszország               | 1          |
| Saint Lucia               | 1          |
| Törökország               | 1          |